# Le Rêve d'Esther

Le Rêve d'Esther est un téléfilm dramatique français tiré du livre de Nelly Kafsky. Il a été réalisé par Jacques Otmezguine et diffusé le 26 février 1996 sur France 2.

## Synopsis
Dans les années 1950, Esther Dolsky, mariée à Ilan, a trois enfants : Sacha et les jumelles Illana et Sarah. Esther rêve de quitter son pays, la Turquie, pour aller vivre en France, pays de littérature et de liberté. Ilan, lui, est turc et compte bien le rester ce qui crée des tensions dans leur couple. Le jour où Illana, l'une des jumelles, meurt âgée de 5 ans, Esther tente de partir en France avec Sacha et Sarah en abandonnant Ilan. Mais celui-ci parvient à garder son fils. Esther part donc seule avec Sarah. Commence alors une longue vie de solitude pour Sarah, qui ne connait plus ni son pays, ni sa famille.

## Fiche technique
- Réalisation : Jacques Otmezguine
- Scénario : Sarah Romano
- Adaptation et dialogues : Jacques Otmezguine, Sarah Romano et Daniel Saint-Hamont
- Directeur de la photographie : Romain Winding
- Son : Rolly Belhassen
- Décors : Emmanuel Sorin
- Costumes : Sylviane Combes
- Musique : Jacques Davidovici
- Production : Nelly Kafsky
- Durée : 125 minutes

## Distribution
- Ludmila Mickael : Esther Dolsky
- Sam Karmann : Ilan Dolsky
- Lisa Martino : Sarah (18 ans)
- Dominique Guillo : Sacha (adulte)
- Catherine Arditi : Tante Rachel
- Edgar Givry : Gérard Berger
- Bernard Pinet : Monsieur Lavergne
- Jean-Paul Comart : Docteur Gaudin
- Annick Blancheteau : Sœur Michelangela
- Frédérique Tirmont : Mère supérieure
- Aydin Tezel : Monsieur Rozanoff
- Ami Ipekkaya : Madame Rozanoff
- Dink Wauters : Monsieur Verbrinzen
- Zihnl Kucumen : Monsieur Korrasky
- Astrid Guilleret : Illana Dolsky (5 ans)
- Camille Guilleret : Sarah Dolsky (5 ans)
- Marion Ducamp : Sarah (8 ans)
- Jordan Dupont : Sacha (8 ans)
- Deniz Alexis Yildirim : Sacha (14 ans)
- Esin Eden : Féridé
- Guray : Yasmin Nesrin